# 12 Grupa Armii

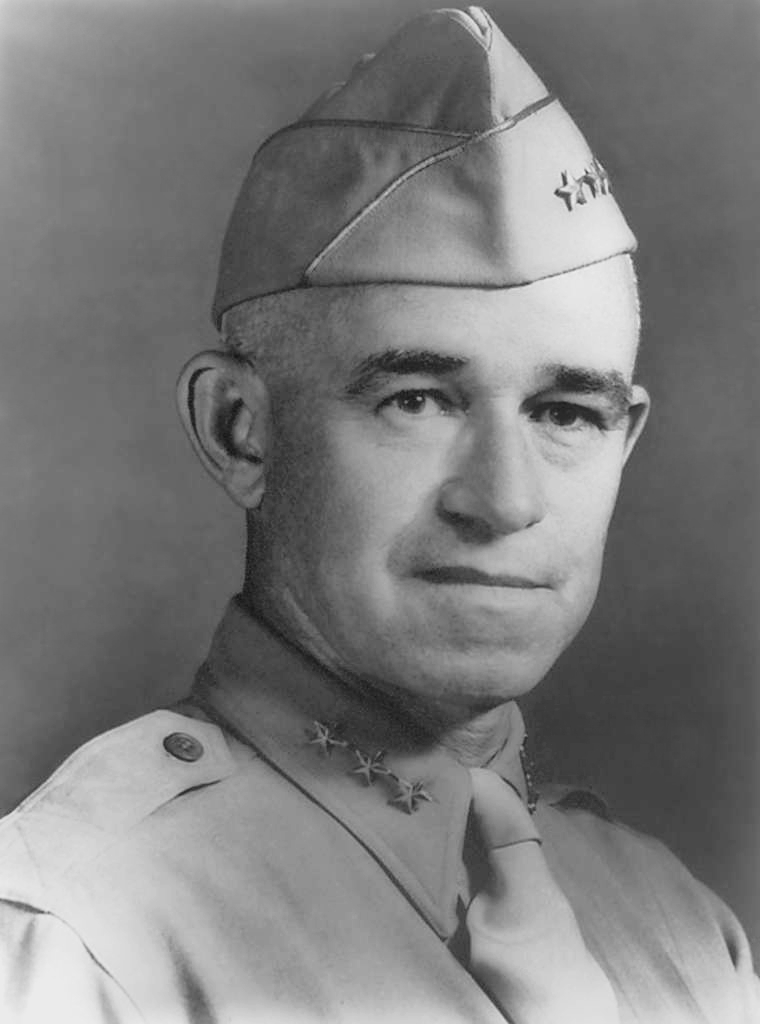
Gen. Omar Bradley, dowódca 12 Grupy Armii

12 Grupa Armii – wyższy związek operacyjny armii Stanów Zjednoczonych okresu II wojny światowej.
Wzięła udział w walkach na froncie zachodnim w latach 1944–1945.
Skład grupy armii jak i poszczególnych armii był zmienny i wyznaczany w zależności od potrzeb na danym kierunku operacyjnym.

## Ordre de Bataille[1]
12 Grupa Armii – gen. Omar Bradley
- 1 Armia – gen. Courtney H. Hodges
  -  78 Dywizja Piechoty – gen. dyw. Edwin P. Parker Jr.
  -  VII Korpus – gen. J. Lawton Collins
    -  9 Dywizja Piechoty – gen. dyw. Louis A. Craig
    -  9 Dywizja Pancerna – gen. dyw. John W. Leonard
    -  69 Dywizja Piechoty – gen. dyw. Emil F. Reinhardt
    -  104 Dywizja Piechoty – gen. dyw. Terry de la Mesa Allen Sr.
- 3 Armia – gen. George S. Patton
  -     -  1 Dywizja Piechoty  – gen. dyw. Clift Andrus
    -  2 Dywizja Piechoty  – gen. dyw. Walter M. Robertson
    -  70 Dywizja Piechoty – gen. dyw. Allison J. Barnett
    -  97 Dywizja Piechoty – gen. bryg. Milton B. Halsey
    -  III Korpus – gen. dyw. James Van Fleet
      -  4 Dywizja Piechoty – gen. dyw. Harold W. Blakeley
      -  14 Dywizja Pancerna – gen. dyw. Albert C. Smith
      -  99 Dywizja Piechoty – gen. dyw. Walter E. Lauer

    -  V Korpus – gen. dyw. Clarence R. Huebner
      -  16 Dywizja Pancerna – gen. bryg. John L. Pierce

    -  XII Korpus – gen. dyw. Stafford LeRoy Irwin
      -  4 Dywizja Pancerna – gen. dyw. William M. Hoge
      -  5 Dywizja Piechoty – gen. dyw. Albert E. Brown
      -  11 Dywizja Pancerna – gen. dyw. Holmes E. Dager
      -  26 Dywizja Piechoty – gen. dyw. Willard S. Paul
      -  90 Dywizja Piechoty – gen. dyw. Herbert L. Earnest

    -  XX Korpus – gen. dyw. Walton H. Walker
      -  13 Dywizja Pancerna – gen. dyw. John Millikin
      -  65 Dywizja Piechoty – gen. dyw. Stanley E. Reinhart
      -  71 Dywizja Piechoty – gen. dyw. Willard G. Wyman
      -  80 Dywizja Piechoty – gen. dyw. Horace L. McBride

  -  9 Armia – gen. bron. William H. Simpson
    -  2 Dywizja Pancerna – gen. dyw. Isaac D. White
    -  VIII Korpus – gen. dyw. Troy H. Middleton
      -  6 Dywizja Pancerna – gen. dyw. Robert W. Grow
      -  76 Dywizja Piechoty – gen. dyw. William R. Schmidt
      -  87 Dywizja Piechoty – gen. dyw. Frank L. Culin Jr.
      -  89 Dywizja Piechoty – gen. dyw. Thomas D. Finley

    -  XIII Korpus – gen. dyw. Alvan C. Gillem, Jr.
      -  30 Dywizja Piechoty – gen. dyw. Leland S. Hobbs
      -  35 Dywizja Piechoty – gen. dyw. Paul W. Baade
      -  83 Dywizja Piechoty – gen. dyw. Robert C. Macon
      -  84 Dywizja Piechoty – gen. dyw. Alexander R. Bolling
      -  102 Dywizja Piechoty – gen. dyw. Frank A. Keating

    -  XVI Korpus – gen. dyw. John B. Anderson
      -  29 Dywizja Piechoty – gen. dyw. Charles H. Gerhardt
      -  75 Dywizja Piechoty – gen. dyw. Ray E. Porter
      -  79 Dywizja Piechoty – gen. dyw. Ira T. Wyche
      -  95 Dywizja Piechoty – gen. dyw. Harry L. Twaddle

    -  XIX Korpus – gen. dyw. Raymond S. McLain
      -  3 Dywizja Pancerna – gen. bryg. Doyle O. Hickey
      -  8 Dywizja Pancerna – gen. dyw. John M. Devine

  -  15 Armia – Lieutenant General Leonard T. Gerow
    -  66 Dywizja Piechoty – gen. dyw. Herman F. Kramer
    -  106 Dywizja Piechoty – gen. dyw. Donald A. Stroh
    -  XVIII Korpus Powietrznodesantowy – gen. dyw. Matthew B. Ridgway
      -  5 Dywizja Pancerna – gen. dyw. Lunsford E. Oliver
      -  7 Dywizja Pancerna – gen. dyw. Robert W. Hasbrouck
      -  8 Dywizja Piechoty – gen. dyw. Bryant E. Moore
      -  82 Dywizja Powietrznodesantowa – gen. dyw. James M. Gavin

    -  XXII Korpus – gen. dyw. Ernest N. Harmon
      -  17 Dywizja Powietrznodesantowa – gen. dyw. William M. Miley
      -  94 Dywizja Piechoty – gen. dyw. Harry J. Malony

    -  XXIII Korpus – gen. dyw. Hugh J. Gaffey
      -  28 Dywizja Piechoty – gen. dyw. Norman D. Cota